# Euselasia eberti
Euselasia eberti is een vlindersoort uit de familie van de prachtvlinders (Riodinidae), onderfamilie Euselasiinae.
Euselasia eberti werd in 1999 beschreven door Callaghan.